# Game jam

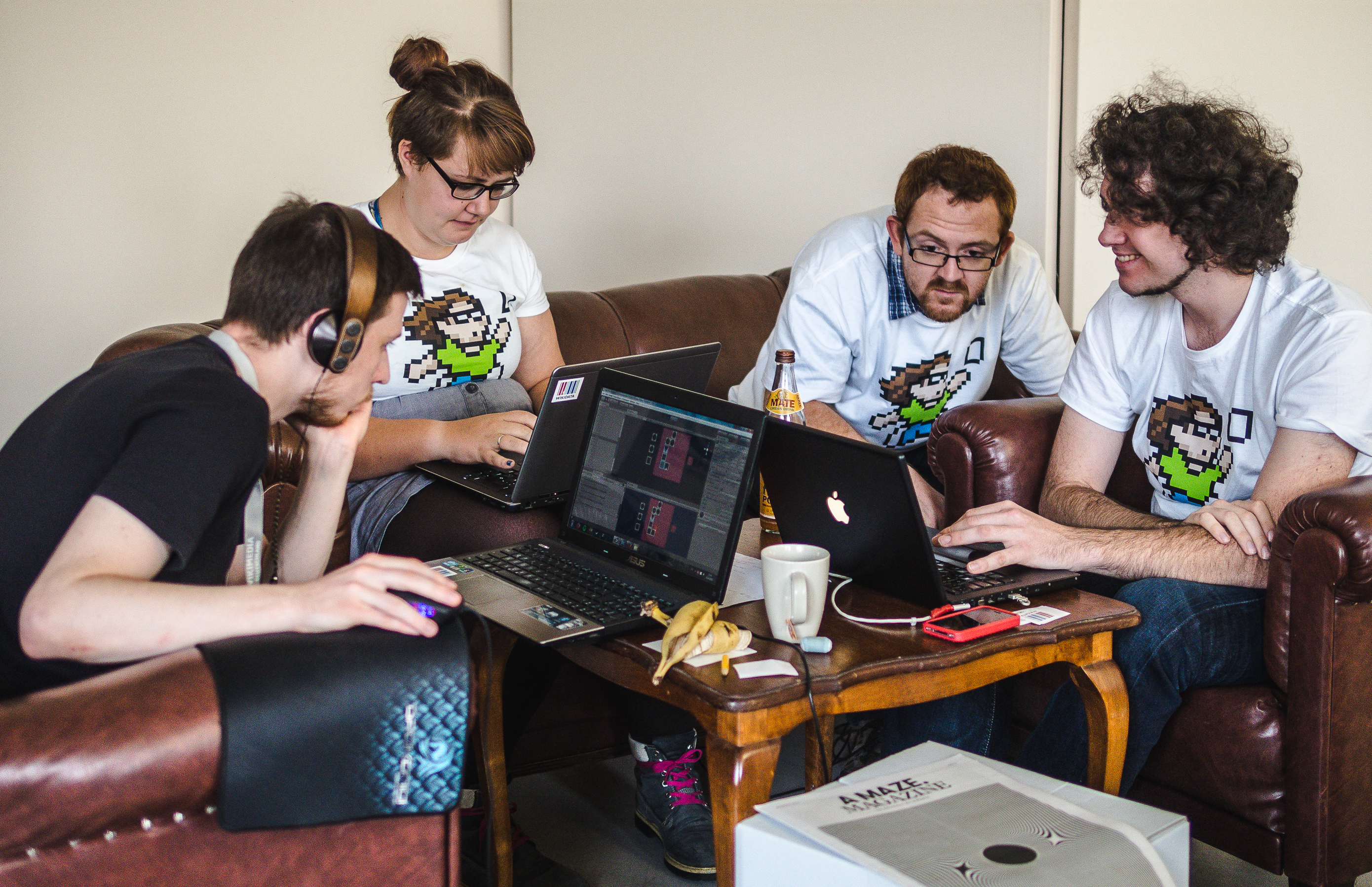
Uma equipe de participantes do Free Knowledge Game Jam 2015.

Um game jam é um encontro de desenvolvedores de jogos para efeitos de planejamento, concepção e criação de um ou mais jogos dentro de um curto espaço de tempo, geralmente variando entre 24 e 72 horas. Os desenvolvedores de jogos são geralmente compostos de programadores, designers de jogos, artistas e outros em campos relacionados com o desenvolvimento do jogo.
Tradicionalmente, os jogos eletrônicos são criados durante game jams; No entanto, jogos de tabuleiro tornaram-se cada vez mais aceitos como um meio para o desenvolvimento de jogos em game jams.

## História
O termo game jam é uma composição das palavras jogo (game) e jam session. A jam session descreve o ato musical de produzir música com pouca ou nenhuma preparação prévia, em um esforço para desenvolver um novo material ou simplesmente para praticar. Da mesma forma, game jams são eventos em que os desenvolvedores de jogos criam protótipos de ideias experimentais para jogos.
Em março de 2002, os desenvolvedores de jogos Chris Hecker e Sean Barrett, interessados na capacidade de hardware moderno na prestação de um grande número de sprites, trabalharam com Doug Church, Jonathan Blow e Casey Muratori no desenvolvimento de um especializado motor de jogo capaz de processar um enorme número de sprites. Hecker e Barrett convidaram um pequeno grupo de desenvolvedores de jogos para o escritório de Hecker, em Oakland, Califórnia com a finalidade de criar jogos inovadores usando este motor recém-construído. Hecker e Barrett nomearam esta recolha de 0th Indie Game Jam, um design de jogo e programação de eventos, "destinado a incentivar a experimentação e inovação na indústria de jogos".